# Diamonds Are Forever (banda sonora)
Diamonds Are Forever, en castellano Los diamantes son eternos, es la banda sonora del séptimo filme de James Bond del mismo nombre. Fue lanzada originalmente en 1971 en LP y en 1988 en CD. En el año 2003 salió la edición con sonido remasterizado, 9 pistas extras y pasajes agregados a las pistas de las dos ediciones anteriores.

## Banda sonora
El canción principal es Diamonds Are Forever, Los diamantes son eternos o Diamantes para la eternidad, escrito por John Barry y Don Black e interpretado por Shirley Bassey siendo esta su 2.ª canción para la serie de James Bond. En el filme el tema es utilizado ya sea como tema romántico (para Bond y Tiffany Case) o como tema de suspenso.
La banda sonora está escrita por John Barry, la música de la película se caracteriza por su sonido alegre y campante a base de música Big Band acorde con los escenarios que Bond visita en los Estados Unidos, principalmente en Las Vegas.
Entre los motivos musicales de la película se encuentra el del tema de 007 utilizado en la escena en la que Bond destruye el cuartel general de Blofeld y utilizando algunos de los compases del tema en la escena de la persecución del Buggy Lunar. El otro leitmotiv musical importante es el de los villanos Mr Wint & Mr Kidd.

### Lista de temas
Nota: las pistas de la 13 a la 21 solo están disponibles en la edición del 2003.
1. Diamonds Are Forever (Main Title) - Shirley Bassey*
2. Bond Meets Bambi And Thumper*
3. Moon Buggy Ride
4. Circus, Circus
5. Death At The Whyte House
6. Diamonds Are Forever (Source Instrumental)
7. Diamonds Are Forever (Bond And Tiffany)
8. Bond Smells A Rat
9. Tiffany Case
10. 007 And Counting
11. Q's Trick
12. To Hell With Blofeld
13. Gunbarrel and Manhunt
14. Mr. Wint and Mr. Kidd / Bond To Holland
15. Peter Franks
16. Airport Source / On The Road
17. Slumber, Inc.
18. The Whyte House
19. Plenty, Then Tiffany
20. Following The Diamonds
21. Additional and Alternate Cues

## Anotaciones

### Pasajes de la película que no se encuentran en la BSO
- Un pasaje de 3 segundos que es utilizado solamente como efecto de sonido

### Pistas del disco que no se encuentran en la película
- Additional and Alternate Cues, una pista que tiene pasajes que se pensaron para utilizar en la película pero que al final fueron descartados aparte de incluir versiones alternas de temas como el de la persecución en el Buggy lunar o el de los villanos Mr Wint & Mr Kidd.